# Louiza Johanna Majofski
Louiza Johanna Majofski (getauft 7. Mai 1803 in Amsterdam; gestorben 26. Mai 1874 ebenda) war eine niederländische Sängerin und Schauspielerin.

## Leben
Louiza Johanna Majofski wurde am 7. Mai 1803 in Amsterdam getauft. Sie war die Tochter den Schauspielers, Sängers und Theaterregisseurs Theodorus Johannes Majofski (1771–1836) und der Schauspielerin Johanna Christina Elisabeth Adams (1767–1844). Sie war die mittlere Tochter der katholischen Familie Majofski. Ihre Eltern gehörten bedeutenden niederländischen Theaterfamilien an und waren beide mit der Stadsschouwburg Amsterdam verbunden, dessen Co-Direktor ihr Vater ab 1811 war. In jungen Jahren erhielt Louisa Gesangsunterricht bei Jan George Bertelman und Schauspielunterricht durch die Eltern. Ihre Schwestern Jacoba Maria Majofski (1807–1847) und Anna Maria Majofski (1810–1881) waren ebenfalls Schauspielerinnen.

### Amsterdam
Sie trat in den frühen 1820er Jahren an der Stadsschouwburg Amsterdam als Opernsängerin auf. Gelobt wurde sie für ihre hervorragende und kraftvolle Sopranstimme. Sie erhielt 1824 eine feste Anstellung als erste Sängerin an dem Theater. Sie sang unter anderem die Rollen der Gräfin in Mozarts „Die Hochzeit des Figaro“ und Elvire in „Das sprachlose Mädchen“ von Portici sowie die Transvestitenrolle des Sextus in „Titus“. Darüber hinaus wurde sie regelmäßig für öffentliche und private Konzerte angefragt. Bei solchen Gelegenheiten sang sie unter anderem Werke von Beethoven und Mozart. Der Komponist Johannes van Bree komponierte ihr zu Ehren seine Oper „Sappho“.
Louiza Majofski heiratete am 9. Mai 1828 in Amsterdam den Orchesterleiter des Amsterdamer Theaters und Lehrer an der Königlichen Musikschule Franciscus Nicolaus Stoetz (1799–1872). Das Paar hatte drei Kinder: Johanna Christina Maria Elisabeth (1829–1897), Maria Hendrica Victorina Antoinetta (geb. 1831) und Johannes Franciscus (geb. 1832). Die Familie lebte in Amsterdam.
Louiza Majofski trat 1836 zum ersten Mal als Schauspielerin auf, nachdem ihr Vater gestorben war. Bis dahin hatten ihre Mutter und ihr Vater gemeinsam in „Die Hochzeit von Kloris und Roosje“ gespielt. Ihre Mutter übernahm die Rolle der Pieternel, ihr Vater die des Thomasvaer. Nach dem Tod ihres Mannes zog sie sich zurück und Louiza Majofski übernahm die Rolle ihrer Mutter. Den Thoasvaer spielte nun Johannes Tjasink. Majofski sang auch weiterhin und war 1840 die erste niederländische Sängerin, die Bellinis „Norma“ auf Niederländisch sang. Nachdem die Stadsschouwburg  1841 in eine Privatgesellschaft umgewandelt worden war, standen große Gesangsstücke seltener auf dem Programm. Sie erhielt ein Engagement als Schauspielerin. Zusätzlich zu ihrer regulären Rolle als Pieternel spielte sie auch die Rollen der Mistress Powell in „Das Geheimnis der Miss Aurora“ und der Herzogin von York in „Richard III“.
Louiza Majofski trat regelmäßig auch mit Familienmitgliedern auf, wie mit ihrer jüngeren Schwester Jacoba Maria, die seit 1826 am Amsterdamer Theater spielte. Beispielsweise traten sie im Juli 1843 gemeinsam in den Stücken „Der Ehering“ und „Der Manteltraum“ auf. Als Sängerin wirkte Majofski auch an den Konzerten ihres Mannes mit. So sang sie am 4. März 1845 mehrere Solopartien in seiner Benefizaufführung der Jahreszeiten im Italienischen Theater in Amsterdam.

### Brüssel
Am 28. Juni 1858 verabschiedete sich Majofski vom Theater in Amsterdam. Dieses hatte nur noch beschränkte Mittel zur Verfügung. Sie hatte ein Engagement beim Nationalen Königlich-Flämischen Theater in Brüssel angenommen. Bei ihrem Abschiedsvortrag war der Saal gut gefüllt. Ihr Mann hatte eine Melodie für sie komponiert und der Schauspieler Cornelis Johannes Roobol hatte einen Text dazu geschrieben. Die Rezensenten, die feststellten, dass Majofsky beim Singen dieses Abschiedsliedes bewegt war, empfanden ihren Weggang als eine Schande für das Amsterdamer Theater.
Seit 1836 hielt Louiza Majofski in der Rolle der Pieternel jedes Jahr den traditionellen Neujahrsgruß im Theater. Nach ihrer Abreise nach Brüssel veröffentlichte sie ihren Wunsch im Amsterdamsche Courant vom 1. Januar 1859: „Ich darf mir die Gelegenheit nicht entgehen lassen, zu Beginn des Jahres öffentlich die innigsten Wünsche für die Rettung meiner Vaterstadt auszudrücken, und obwohl ich es jetzt nicht verbal tun kann, wie ich es so viele Jahre lang in der Figur der Pieternel an der Seite von Thomasvaer, meinem lieben Kunstbruder Tjasink, tun durfte, hoffe ich, dass es von der geschätzten Amsterdamer Öffentlichkeit ebenso bereitwillig angenommen wird.“ Ein Jahr später holten ihre „Kunstbrüder“ Tjasink und Roobol sie zurück nach Amsterdam, wo sie bis 1873 jedes Jahr die Pieternel spielte. Anschließend übernahm ihre Tochter Christine Stoetz die Rolle.

### Zurück in Amsterdam
Neben Louiza Majofski war um 1868 auch ihre Tochter Christine Stoetz und ihre Enkeltochter Marie van Westerhoven (1857–1946) mit dem Amsterdamer Theater verbunden. Majofski hatte als Schauspielerin noch immer große Erfolge. Laut den Rezensenten zeichnete sich ihr Spiel durch Einfachheit und Hingabe aus. Sie war eine Schauspielerin, „deren Rolleninterpretation immer so hervorragend und deren Schauspiel meist so natürlich ist“. Sie feierte am 5. Oktober 1871 ihr fünfzigjähriges Jubiläum als Sängerin und Schauspielerin mit einem Auftritt als Naatje Kwikmedit in Scribax‘ Stück Parade op den Dam. Schließlich hoffte sie, noch lange Zeit „die Gunst“ des Amsterdamer Publikums zu gewinnen. Majofski selbst wurde von ihrer Kollegin Maria Johanna Kleine-Gartman und ihrer Enkelin Marie ein Ständchen gesungen.
Ein Jahr später, 1872, wurde das Amsterdamer Theater wegen Renovierungsarbeiten geschlossen. Die Schauspieler des Theaters, darunter auch Majofski, gründeten eine Gruppe, die sie „Vereinigte Theateristen der Stadsschouwburg“ nannten und die im Grand Théâtre von A. van Lier in der Amstelstraat Aufführungen gab. Am 28. August 1873 zog sich Majofsky mit den Rollen der Pernelle in Molières „Der Heuchler und der Lady Susanna“ in Kotzebues „Der arme Dichter“ von der Bühne zurück. Neun Monate später starb Louiza Majofski am 26. Mai 1874 im Alter von 71 Jahren.